# Laurent Gbagbo

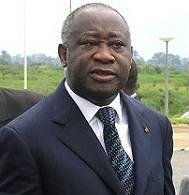
Laurent Gbagbo (2007)

Laurent Gbagbo (* 31. Mai 1945 in Gagnoa, Französisch-Westafrika) ist ein ivorischer Politiker der Ivorischen Volksfront (FPI).
Er war Professor für Geschichte an der Universität von Cocody-Abidjan und wurde aus politischen Gründen zweimal inhaftiert.
Vom 2. Dezember 2000 bis 3. Dezember 2005 war er Präsident der Elfenbeinküste. Ab 2005 übte er aufgrund der mehrfachen Verschiebung der Präsidentenwahl das Amt bis zum 4. Dezember 2010 weiterhin kommissarisch aus. Trotz seiner Abwahl hielt Gbagbo an der Macht in der Elfenbeinküste fest, bis er 2011 nach monatelangem Widerstand auf Geheiß von Alassane Ouattara, welcher im Jahr zuvor aus Sicht der Vereinten Nationen und der ehemaligen Kolonialmacht Frankreich als Sieger aus der umstrittenen Stichwahl um die Präsidentschaft hervorgegangen war, in seiner Residenz nahe Abidjan festgenommen wurde.
Von November 2011 bis Februar 2013 befand er sich im Gewahrsam des Internationalen Strafgerichtshofes in Den Haag. 2013 musste er sich wegen seiner „indirekten Mittäterschaft an Verbrechen gegen die Menschlichkeit“ verantworten. Am 15. Januar 2019 wurde er aus Mangel an Beweisen von allen Anschuldigungen freigesprochen. Am 31. März 2021 wurde der Freispruch in zweiter Instanz bestätigt.

## Politischer Werdegang
Gbagbo war zunächst Lehrer für Geschichte und Erdkunde am Gymnasium Lycée Classique d’Abidjan und erhielt dann einen Forschungsauftrag am Institut für Geschichte und Afrikanische Archäologie (IHAAA). Er war Generalsekretär der Partei FPI (1988–1996), deren Vorstandsvorsitzender (1996–2000), Abgeordneter für den Wahlkreis Ouragahio (1990–2000) und wurde schließlich 2000 Präsident der Republik Côte d’Ivoire.

### Der Aktivist (1965–1973)
Nach seinem Baccalauréat mit Schwerpunkt Philosophie am Lycée Classique d'Abidjan 1965 studierte er Geschichte an der Université d’Abidjan und legte seine Licence in diesem Fach 1969 ab. 1970 wurde er Lehrer für Geschichte und Erdkunde am Lycée Classique d'Abidjan.
Sehr aktiv in der Gewerkschaft, trat er heimlich der Opposition bei, zusammen mit Bernard Zadi Zaourou, beide Dozenten an der Université d’Abidjan. Aufgrund seiner politischen Aktivitäten wurde er von März 1971 bis Januar 1973 in Séguéla und Bouaké inhaftiert.

### Der Historiker (1974–1981)
Ab 1974 arbeitete er als Forscher am Institut für Geschichte, Kunst und Afrikanische Archäologie (IHAAA) der Université d’Abidjan und schrieb gleichzeitig an seiner Doktorarbeit mit dem Titel Les ressorts socio-économiques de la politique ivoirienne: 1940–1960 ‚Die sozioökonomischen Aspekte der ivorischen Politik zwischen 1940 und 1960‘. Er promovierte 1979 an der Universität Paris VII. 1979 veröffentlichte er sein erstes Buch über das Heldenepos des Königs von Manding. Wenig später erschien ein Essay mit dem Titel Reflexion sur la Conférence de Brazzaville ‚Überlegungen über die Konferenz von Brazzaville‘. 1980 wurde er Direktor des IHAAA.

### Das Exil (1982–1988)
Laurent Gbagbo war als aktives Mitglied der Gewerkschaft „Hochschule und Forschung“ SYNARES (Syndicat National de la Recherche et de l'Enseignement Supérieur) an Arbeitskämpfen beteiligt, besonders an dem Streik an den Hochschulen von 1982. Zusammen mit einigen Lehrerkollegen gründeten sie heimlich eine Vereinigung, woraus später die Partei Front Populaire Ivoirien (FPI) werden sollte. Man hielt ihn für den Hauptverantwortlichen im „Komplott der Hochschullehrer“ von 1982, weshalb er freiwillig ins Exil nach Frankreich ging, um gegen die „Diktatur der PDCI“ (Parti démocratique de Côte d'Ivoire) zu kämpfen und für das Mehrparteiensystem zu werben. Er veröffentlichte dazu 1983 ein Buch mit dem Titel: La Côte d’Ivoire pour une alternative démocratique ‚Eine demokratische Alternative für Côte d’Ivoire‘, gefolgt von einem gemeinsamen Werk, das die Partei FPI und ihr Programm vorstellte: Les propositions pour gouverner. Er erhielt Flüchtlingsstatus und freundete sich mit Guy Labertit an, damals Verantwortlicher im französischen PSU (Parti Socialiste Unifié) für Internationale Zusammenarbeit und Herausgeber der Zeitschrift Libération Afrique. Dieser nahm ihn zeitweise bei sich zu Hause auf. Unter der Regierung von Jacques Chirac 1986 wurde er unter Druck gesetzt, in seine Heimat zurückzukehren.

### Die Rückkehr (1988–1995)
Er kehrte erst 1988 zurück, nachdem er in zahlreichen Verhandlungen mit dem Gesandten des Präsidenten Félix Houphouët-Boigny, Zugeständnisse, u. a. die Effektivität des in der Verfassung festgeschriebenen Mehrparteiensystems, erzielte. Nachdem er beschuldigt wurde, von einer ausländischen Macht beauftragt zu sein, das Regime zu destabilisieren, änderte er seine Strategie und begründete dies mit dem Sprichwort „Ein Baum kann sich nicht gegen einen Vogel wehren“.
Zurück in seiner Heimat, organisierte Laurent Gbagbo am 19. und 20. November 1988 den ersten Kongress seiner immer noch illegalen Partei FPI, als deren Generalsekretär er gewählt wurde. Die Partei definierte sich als eine linke, demokratische politische Kraft und wählte als Logo eine Rose mit Wurzel in der Côte d’Ivoire – angelehnt an die französische PS. In der Präsidentenwahl im Oktober 1990 trat er als einziger Kandidat gegen den amtierenden Félix Houphouët-Boigny an und erhielt dabei 18,3 % der Stimmen. Gbagbo wurde die Galionsfigur der Opposition; die FPI gewann bei den Parlamentswahlen neun Mandate und bei den Kommunalwahlen sechs Bürgermeisterämter.

### Präsident der Elfenbeinküste (2000–2010)
Laurent Gbagbo wurde bei dem 3. ordentlichen Kongress der FPI vom 9. bis 11. Juli 1999 zum Präsidentschaftskandidaten gewählt und gewann am 22. Oktober 2000 die Wahl gegen General Robert Guéï.
Gbagbos Amtszeit wurde überschattet durch einen Bürgerkrieg, der im September 2002 ausbrach und zu einer Spaltung des Landes führte. Während der Norden der Elfenbeinküste von Rebellen kontrolliert wurde, wurde der Süden von Gbagbo nahestehenden Soldaten beherrscht. Der Bürgerkrieg endete 2007 mit einem Waffenstillstand, der ehemalige Rebellenführer Guillaume Soro wurde zum Premierminister ernannt.

### Machthaber und inoffizieller Staatschef der Elfenbeinküste
Gbagbos erste Amtszeit als Staatspräsident endete offiziell im Jahr 2005, infolge des Bürgerkrieges wurden die anstehenden Präsidentschaftswahlen aber mehrfach verschoben. Sie fanden schließlich im Herbst 2010 statt. Gbagbo gewann den ersten Wahlgang, musste sich aber dem Oppositionspolitiker Alassane Ouattara in einer Stichwahl stellen. Nach Angaben der Unabhängigen Wahlkommission habe Ouattara diese gewonnen, der Verfassungsrat widerrief aber dieses Wahlergebnis und erklärte Gbagbo zum Wahlsieger. Am 4. Dezember 2010 wurde er ungeachtet internationaler Proteste für eine zweite fünfjährige Amtszeit vereidigt und bildete am Tag darauf die Regierung Aké N’Gbo. Im Nachgang zur Wahl kam es auch im eigenen Land zu Protesten. Medienberichten zufolge kam es zu hunderten Festnahmen. Als Reaktion auf internationale Proteste gegen sein Festhalten am Präsidentenamt rief er die von der UN und Frankreich gestellten Friedenstruppen dazu auf, die Elfenbeinküste zu verlassen.

#### Internationaler Druck
Am 20. Dezember 2010 verhängte die Europäische Union ein Einreiseverbot gegen Gbagbo und 18 seiner Vertrauten. Auch ein Einfrieren ihrer Konten wurde geplant.
Die französische und belgische Regierung hatten Ouattara als legitimen Staatspräsidenten anerkannt und dessen Gesandte als Botschafter akkreditiert, die Vertrauten Gbabgos waren mittlerweile untergetaucht. Sowohl die westafrikanische Staatengemeinschaft ECOWAS als auch die Afrikanische Union suspendierten die Mitgliedschaft der Elfenbeinküste, forderten Gbagbo offiziell zum Rücktritt auf, die ECOWAS, die regelmäßig Militärinterventionen durchführte, drohte dem Regime „legitime Gewalt“ an und entsandte eine hochrangige diplomatische Delegation, um den abgewählten Präsidenten zur Aufgabe zu überreden.
Laurent Gbagbo war, zusammen mit seiner Frau Simone und seinen Vertrauten Alcide Djédjé, Désiré Asségnini Tagro und Pascal Affi N’Guessan von, am 6. Januar 2011 beschlossenen, Sanktionen der Vereinigten Staaten betroffen. Alle seine Besitztümer wurden eingefroren und Firmen durften keine Geschäfte mit ihm machen.
Am 19. Januar 2011 hatte der Schweizer Bundesrat beschlossen, alle möglichen Vermögenswerte Gbagbos und seines Umfeldes in der Schweiz mit sofortiger Wirkung zu sperren. Diese Gelder sollten nicht über die Schweiz den rechtmäßigen Eigentümern entzogen werden können, begründete der Bundesrat die Entscheidung. Davon betroffen waren 85 natürliche Personen sowie elf juristische Personen, Organisationen und Einrichtungen. Auch die Europäische Union (EU) hatte aufgrund der Lage in der Elfenbeinküste beschlossen, die Vermögenswerte von Laurent Gbagbo und seinem Umfeld einzufrieren. Die USA hatten ebenfalls gewisse Vermögen blockiert.

#### Bürgerkrieg
Im März und April 2011 eskalierte der bewaffnete Konflikt zwischen den verfeindeten Lagern. In zahlreichen Landesteilen konnten sich die Anhänger Ouattaras militärisch durchsetzen, in Abidjan, der einstigen Hochburg Gbagbos, kam es zu heftigen Gefechten. Offenbar verlor der abgewählte Präsident immer mehr an Rückhalt in den Streitkräften, die ihm die Gefolgschaft verweigerten oder zum neu gewählten Präsidenten Ouattara überliefen. Dieser ließ alle Grenzübergänge sperren, um die Flucht seines verhassten Gegners zu verhindern. Am 1. April 2011 tauchte Gbagbo im Zuge der chaotischen Straßenkämpfe in Abidjan unter und ließ verlautbaren, er werde „bis zum Ende kämpfen.“ (Sprecher von Laurent Gbagbo) Seit dieser Zeit hielt er sich im Bunker des Präsidentenpalastes versteckt, den Ouattaras Truppen zunächst vergeblich zu stürmen versuchten. Französische und UN-Helikopter beschossen während der Kämpfe mehrfach den Präsidentenpalast. Am 11. April inhaftierten Streitkräfte Ouattaras, die von französischen Soldaten der Opération Licorne und UN-Soldaten unterstützt wurden, Gbagbo in seiner Privatresidenz.

### Haft und Prozess
Am 30. November 2011 lieferte ihn die Elfenbeinküste nach Den Haag aus, wo er sich vor dem Internationalen Strafgerichtshof (IStGH) verantworten musste. Ihm wurden Verbrechen gegen die Menschlichkeit zur Last gelegt. Konkret warf ihm die Anklagebehörde die Verantwortung für Mord, Vergewaltigung, unmenschliche Akte sowie Verfolgung und der damit zusammenhängende Tod von mindestens 325 Menschen in der Elfenbeinküste zwischen dem 16. Dezember 2010 und dem 11. April 2011 als „Indirekter Mittäter“ vor.
Am 28. Januar 2016 begann sein Prozess. Gbagbo erklärte sich wie sein ebenfalls angeklagter ehemaliger Jugendminister und Milizenchef Charles Blé Goudé für unschuldig. Am 15. Januar 2019 wurden Gbagbo und Goudé aus Mangel an Beweisen von allen Anschuldigungen freigesprochen und am 1. Februar 2019 schließlich freigelassen. Am 31. März 2021 wurde der Freispruch in zweiter Instanz bestätigt. Im Juni 2021 kehrte Gbagbo, nach 10 Jahren Aufenthalt in Europa, wieder in Elfenbeinküste zurück.

## Privates
Laurent Gbagbo ist mit Simone Ehivet verheiratet und Mitglied der katholischen Kirche.

## Schriften
- mit François Mattei: Pour la vérité et la justice. éd. du Moment, 2014 (Taschenbuch 2018, ISBN 978-2-315-00873-5)
- Cote d'Ivoire. Batir la Paix Sur la Democratie et la Prosperite. Harmattan 2012, ISBN 978-2-296-56025-3.
- mit Guillaume Soro: Pourquoi je suis devenu un rebelle : La Côte d'Ivoire au bord du gouffre. éd. Hachette, 2005, ISBN 2-01-235858-6.
- mit Ernest Duhy: Le pouvoir est un service : le cas Laurent Gbagbo. éd. L'Harmattan, 2006, ISBN 2-296-00438-5.
- mit Waga Agou: Gbagbo et/ou le gâchis ivoirien. éd. Edilivre, 2010, ISBN 978-2-8121-3662-7.
- Côte d'Ivoire : Histoire d'un retour. Harmattan 2003, ISBN 2-7384-0334-4.
- La Politique est un métier. Plon 2002, ISBN 2-259-19819-8.
- Côte d'ivoire: Agir pour les libertés. Harmattan 1991.
- Soundjata, le lion du Manding. CEDA, 1979.
- Réflexion sur la Conférence de Brazzaville. Clé, 1978.
- La Côte d'Ivoire : économie et société à la veille de l'indépendance (1940–1960). Harmattan, 1982.
- Côte d'Ivoire. Pour une alternative démocratique. Harmattan, 1983 (Taschenbuch 2006, ISBN 2-85802-303-4)
- Cote D'Ivoire. économie et société à la veille de l'indépendance. Harmattan, 1979.